# Cylindrotheristus marylandicus
Cylindrotheristus marylandicus är en rundmaskart som först beskrevs av Timm 1952.  Cylindrotheristus marylandicus ingår i släktet Cylindrotheristus och familjen Monhysteridae. Inga underarter finns listade i Catalogue of Life.